# 星空下的恋人
《星空下的恋人》，为泰国GMM 25于2022年4月8日起播出的爱情電視剧，共有兩個單元，包括「我腦中的星辰」（英語：Star in My Mind）及「你心中的天空」（英語：Sky in Your Heart）。
此剧由GMMTV制作，在2021年12月GMMTV的「BORDERLESS」新戏发布会上公开先导预告片。其后，此剧于2022年4月在GMM 25电视台及Viu首播，同年7月終映。

## 劇情簡介

### 「我腦中的星辰」
劇情講述Daonuea（Dunk 飾演）在高中時暗戀Khabkluen（Joong 飾演），在高中的最後一天，Daonuea選擇坦白自己的感情，然而Khabkluen拒絕了他。到現在上了大學，Daonuea發現他其中一個室友，正是高中時暗戀的Khabkluen。當你不再愛上他，但他卻愛上你時，會有怎樣的發展？

### 「你心中的天空」
劇情講述Khuafah（Mek 飾演）與好友 Mesa 和 JJ 一起上山，遇到了志願者教師Prince（Mark 飾演）。兩人從第一次見面開始就互相鄙視對方，雖然他們存在分歧，但爭論得越多，他們就越能相互理解。在浪漫的山頂環境中，這兩個截然不同的人的愛情將如何綻放？

## 演员阵容

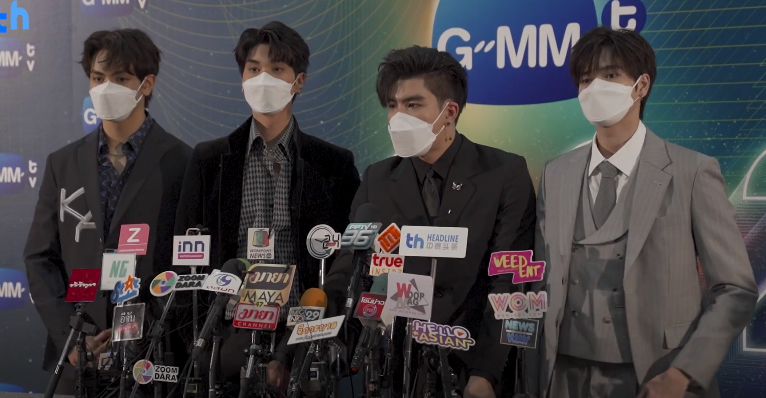
《星空下的恋人》主要演员。

註：括號內的演員姓名為小名。

### 「我腦中的星辰」

#### 主要人物
- 納塔猜·布恩普拉瑟（Dunk）飾演 Daonuea
- 阿臣·艾丁（Joong）飾演 Kabkluen

#### 其他人物
- 帕努罗杰·查洛夫斯基珀纳尔塔维（Pepper）飾演 Typhoon
- 查亞功·朱塔瑪斯（JJ）飾演 Pokpong
- 塔納溫·坡查倫拉特（Winny）飾演 Ne
- Thinnaphan Tantui（Thor）飾演 Noel
- 帕文·庫卡拉尼亞維奇（Win）飾演 Maithee
- 吉迪朋·瑟利維查亞薩瓦（Satang）飾演 Sean
- 安比查婭·薩瓊（Ciize）飾演 Tingting
- Preeyaphat Lorsuwansiri（Earn）飾演 Phaphaeng
- 彬雅帕·珍帕誦（View）飾演 Gia / Georgia
- 吉拉迪·塔瓦翁（Mek）飾演 Khuafah
- 吉朗塔寧·歹拉塔納永（Mark）飾演 Prince
- 萨曼莎·梅拉妮·科茨（Samantha）飾演 導師
- Patsit Permpoonsavat（Yacht）飾演 導師
- 瀧蘇達·拉彎普拉瑟（Namfon）飾演 Kabkluen的母親
- 拉查蓬·阿诺玛契提（Poppy）飾演 Buay

May的未婚夫
- 辛納拉·西里朋查瓦雷（Mike）飾演 JJ

Khuafah的朋友
- 維拉育特·查蘇克（Arm）飾演 Mesa

Khuafah的朋友

### 「你心中的天空」

#### 主要人物
- 吉拉迪·塔瓦翁（Mek）飾演 Khuafah
- 吉朗塔寧·歹拉塔納永（Mark）飾演 Prince

#### 其他人物
- 阿臣·艾丁（Joong）飾演 Kabkluen
- 納塔猜·布恩普拉瑟（Dunk）飾演 Daonuea
- 維拉育特·查蘇克（Arm）飾演 Mesa

Kuafah的朋友
- 辛納拉·西里朋查瓦雷（Mike）飾演 JJ

Kuafah的朋友
- 吉拉迪·庫立亞古（Toptap）飾演 Ou
- 納帕特·帕查拉恰瓦雷（Aun）飾演 Sinsia
- 蘇莉婭蕾·亞卡蕾（Prigkhing）飾演 Yaya
- Supoj Janjareonborn（Lift）飾演 村長
- 拉查蓬·阿诺玛契提（Poppy）飾演 Buay

May的未婚夫
- 塔納溫·坡查倫拉特（Winny）飾演 Ne
- Thinnaphan Tantui（Thor）飾演 Noel
- 查亞功·朱塔瑪斯（JJ）飾演 Pokpong
- Ornanong Panyawong（Orn）飾演 Prince的母親

## 劇集原聲帶

### 「我腦中的星辰」
| 歌名                                        | 歌手                         | 來源  |
| ------------------------------------------- | ---------------------------- | ----- |
| แล้วแต่ดาว（My Starlight）                    | 阿臣·艾丁                    | [ 6 ] |
| ท้องฟ้ากับแสงดาว（Star&Sky）                   | 塔纳文·提拉珀苏卡恩          | [ 7 ] |
| แล้วแต่ดาว（My Starlight）（English Version） | 阿臣·艾丁、纳塔猜·布恩普拉瑟 | [ 8 ] |

### 「你心中的天空」
| 歌名                      | 歌手                | 來源   |
| ------------------------- | ------------------- | ------ |
| กลางทาง（Our Way）        | 吉拉迪·塔瓦翁       | [ 9 ]  |
| ท้องฟ้ากับแสงดาว（Star&Sky） | 塔纳文·提拉珀苏卡恩 | [ 10 ] |

## 劇集迴響
关注度方面，「我腦中的星辰」在播放首集后分别登上泰國推特熱門話題榜首以及全球推特熱門話題第四位。

### 泰國電視收視率
- 收視最低的集數以藍色表示，收視最高的集數以紅色表示，而空格則表示該集的收視沒有相關數據。

#### 「我腦中的星辰」
| 集數 No.   | 播放日期      | 播放時段 (UTC+07:00) | 平均收視率 | 來源   |
| ---------- | ------------- | -------------------- | ---------- | ------ |
| 1          | 2022年4月8日  | 星期五 20:30         | 0.071      | [ 11 ] |
| 2          | 2022年4月15日 | 星期五 20:30         | 0.124      | [ 12 ] |
| 3          | 2022年4月22日 | 星期五 20:30         | 0.087      | [ 13 ] |
| 4          | 2022年4月29日 | 星期五 20:30         | 0.124      | [ 14 ] |
| 5          | 2022年5月6日  | 星期五 20:30         | 0.089      | [ 15 ] |
| 6          | 2022年5月13日 | 星期五 20:30         | 0.076      | [ 16 ] |
| 7          | 2022年5月20日 | 星期五 20:30         | 0.084      | [ 17 ] |
| 8          | 2022年5月27日 | 星期五 20:30         | 0.120      | [ 18 ] |
| 平均收視率 | 平均收視率    | 平均收視率           | 0.097      | 1      |

#### 「你心中的天空」
| 集數 No.   | 播放日期      | 播放時段 (UTC+07:00) | 平均收視率 | 來源   |
| ---------- | ------------- | -------------------- | ---------- | ------ |
| 1          | 2022年6月3日  | 星期五 20:30         | 0.179      | [ 19 ] |
| 2          | 2022年6月10日 | 星期五 20:30         | 0.134      | [ 20 ] |
| 3          | 2022年6月17日 | 星期五 20:30         | 0.137      | [ 21 ] |
| 4          | 2022年6月24日 | 星期五 20:30         | 0.079      | [ 22 ] |
| 5          | 2022年7月1日  | 星期五 20:30         | 0.126      | [ 23 ] |
| 6          | 2022年7月8日  | 星期五 20:30         | 0.171      | [ 24 ] |
| 7          | 2022年7月15日 | 星期五 20:30         | 0.118      | [ 25 ] |
| 8          | 2022年7月22日 | 星期五 20:30         | 0.162      | [ 26 ] |
| 平均收視率 | 平均收視率    | 平均收視率           | 0.138      | 1      |

#### 特別篇
| 播放日期      | 播放時段 (UTC+07:00) | 平均收視率 | 來源   |
| ------------- | -------------------- | ---------- | ------ |
| 2022年7月29日 | 星期五 20:30         | 0.093      | [ 27 ] |

^1  基於每集的平均觀眾份額。

## 外部連結
- 《星空下的戀人 – 我腦中的星辰》 GMM25 官方網站（泰文）
- 《星空下的戀人 – 我腦中的星辰》 GMMTV 官方網站（泰文）
- YouTube上的《星空下的戀人 – 我腦中的星辰》播放列表
- 《星空下的戀人 – 我腦中的星辰》 MyDramaList劇情簡介 （页面存档备份，存于）（英文）
- 《星空下的戀人 – 你心中的天空》 GMM25 官方網站 （页面存档备份，存于）（泰文）
- 《星空下的戀人 – 你心中的天空》 GMMTV 官方網站（泰文）
- YouTube上的《星空下的戀人 – 你心中的天空》播放列表
- 《星空下的戀人 – 你心中的天空》 MyDramaList劇情簡介 （页面存档备份，存于）（英文）
- 豆瓣电影上《星空下的恋人》的資料 （简体中文）
- 互联网电影数据库（IMDb）上《星空下的恋人》的资料（英文）